# The Hunger Games (série de filmes)
The Hunger Games, é uma série de filmes americana baseada nos livros homônimos da autora americana Suzanne Collins. A série é distribuída pela Lionsgate e consiste em cinco filmes, começando com uma quadrilogia entre 2012 e 2015 iniciada por Jogos Vorazes (2012), e reiniciada com filmes de origem em Jogos Vorazes: A Cantiga dos Pássaros e das Serpentes (2023). Todos os filmes foram sucessos de público de crítica, com a franquia gerando US$2,968 bilhões em faturamento, a vigésima série de maior bilheteria da história (em dólares e sem ajuste de inflação).
A série foi produzida por Jon Kilik, Nina Jacobson e Suzanne Collins. Tem Jennifer Lawrence, Josh Hutcherson, e Liam Hemsworth, como os três personagens principais, Katniss Everdeen, Peeta Mellark e Gale Hawthorne, respectivamente. Dois diretores trabalharam na série: Gary Ross e Francis Lawrence.

## Desenvolvimento

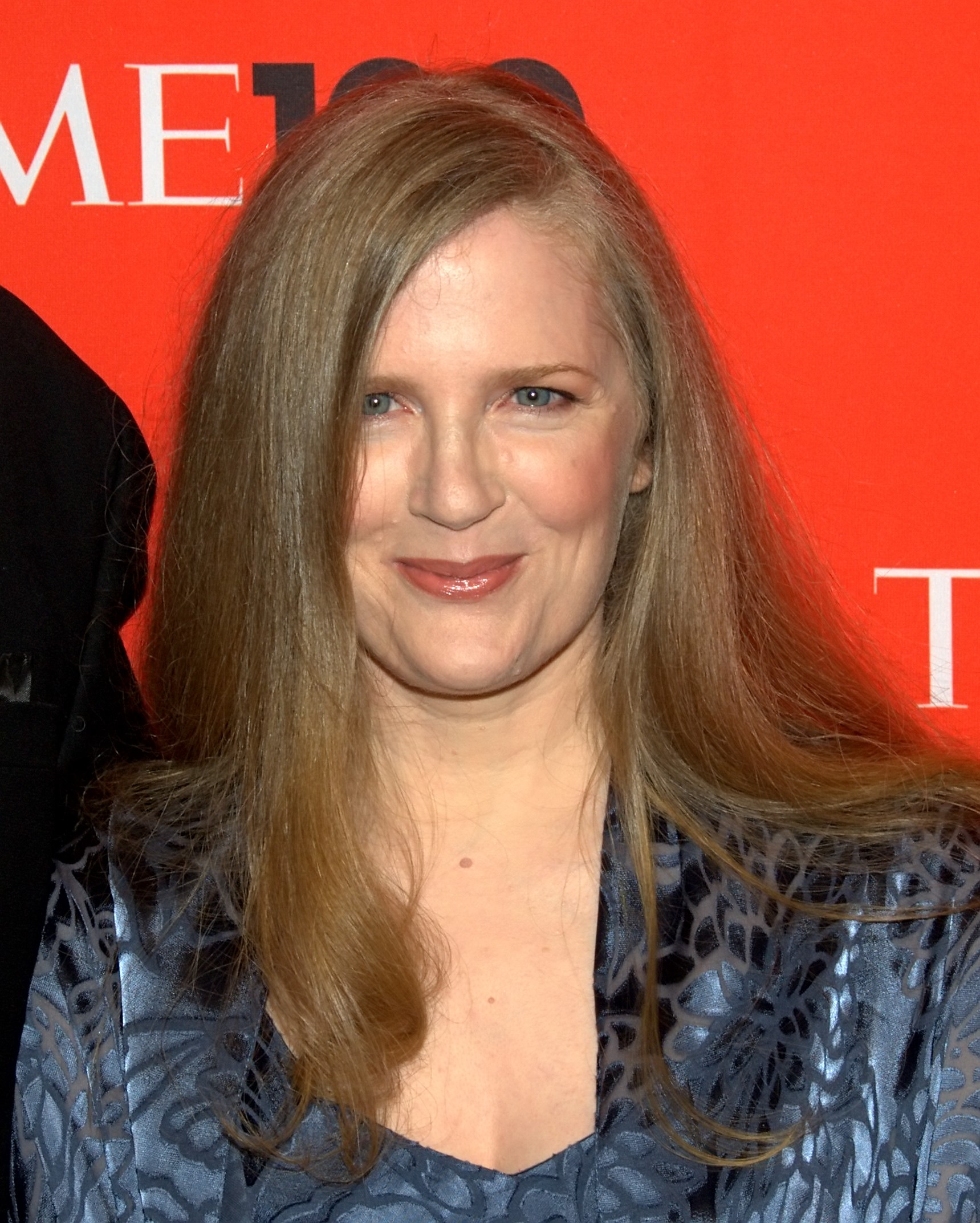
Suzanne Collins, criadora da série.

O desenvolvimento de Jogos Vorazes começou em março de 2009, quando a Lionsgate Entertainment entrou em um acordo de co-produção com a Color Force, que tinha adquirido os direitos poucas semanas antes. Collins colaborou com Ray e Gary Ross para escrever o roteiro. O roteiro expandiu o personagem Seneca, guindaste para permitir que vários desenvolvimentos a serem mostrados diretamente para o público e Ross adicionou várias cenas entre o guindaste e Coriolanus Snow. Os personagens principais foram lançados entre março e maio de 2011. A fotografia principal começou em maio de 2011 e terminou em setembro de 2011, e as filmagens ocorreram na Carolina do Norte. Jogos Vorazes foi filmado inteiramente em película, em oposição a digital.
O filme foi lançado em 21 de março de 2012, na França e nos Estados Unidos em 23 de março de 2012, em teatros convencionais e digitais cinemas IMAX. O Japão recebeu-o por último, em 28 de setembro.
A Lionsgate dividiu a terceira continuação da série, baseada no livro Mockingjay, com parte 1 que chegou aos cinemas em 21 de novembro de 2014 e parte 2 em 20 de novembro de 2015. Em 1 de novembro de 2012, foi confirmado que Francis Lawrence vai estar de volta para dirigir os dois filmes finais.

## Filmes

#### The Hunger Games (2012)
Todos os anos, nas ruínas do que já foi a América do Norte, o Capitólio da nação de Panem obriga cada um dos 12 distritos a enviar um tributo de menino e menina entre 12 e 18 anos para competir nos Jogos Vorazes: um evento em que os 'tributos' lutam entre si até a morte até que um sobrevivente permaneça. Quando Primrose Everdeen é "colhida", sua irmã mais velha Katniss se oferece em seu lugar como tributo para entrar nos jogos e é forçada a confiar em seus instintos e conhecimentos aguçados quando é confrontada com "tributos" altamente treinados e ferozes de todos os outros distritos e tem que pensar rapidamente para sobreviver.

#### The Hunger Games: Catching Fire (2013)
Junto com o companheiro vencedor do Distrito 12 Peeta Mellark, Katniss Everdeen volta para casa em segurança depois de vencer os 74º Jogos Vorazes Anuais. Vencer significa que eles devem deixar seus entes queridos para trás e embarcar em um Victory Tour pelos distritos por alguns dias. Ao longo do caminho, Katniss sente uma rebelião fervendo no Capitólio - uma que ela e Peeta podem ter desencadeado - mas o Capitólio ainda está sob controle enquanto o Presidente Snow se prepara para o 75º Jogos Vorazes - o Massacre do Terceiro Quarto - que pode mudar Panem para sempre. Os vencedores anteriores serão colhidos nos 75º Jogos Vorazes, o Quell do Terceiro Quarto.

#### The Hunger Games: Mockingjay – Part 1 (2014)
Após seu resgate do devastador Quarter Quell, Katniss Everdeen acorda no complexo sob o supostamente destruído Distrito 13. Sua casa, Distrito 12, foi reduzida a escombros pelo Capitólio. Peeta Mellark foi sequestrado pelo Capitólio e agora sofre uma lavagem cerebral e é mantido em cativeiro pelo Presidente Snow. Snow quer que Peeta esqueça tudo o que amava em Katniss. Ao mesmo tempo, Katniss também descobre sobre uma rebelião secreta que se espalha por toda Panem - uma rebelião que a coloca no centro das atenções e a obriga a virar o jogo contra o Presidente Snow.

#### The Hunger Games: Mockingjay – Part 2 (2015)
Percebendo que as apostas não são mais apenas para a sobrevivência, Katniss Everdeen se une a seus amigos mais próximos, Peeta Mellark, Gale Hawthorne e Finnick Odair, na missão final pela paz. Juntos, eles saem do Distrito 13, para libertar os cidadãos de uma guerra que destrói Panem mais do que nunca. O Presidente Snow fica obcecado em destruir Katniss Everdeen e tudo e todos que ela ama. À frente estão armadilhas mortais, inimigos perigosos e escolhas morais que determinarão o futuro de milhões.

#### The Hunger Games: The Ballad of Songbirds and Snakes (2023)
Em Agosto de 2017, o CEO da Lionsgate, Jon Feltheimer, expressou interesse em fazer spin-offs da franquia Jogos Vorazes, com a intenção de formar uma sala de roteiristas para explorar o conceito.  Em junho de 2019, o presidente do Lionsgate Motion Picture Group, Joe Drake, anunciou que a empresa está se comunicando e trabalhando em estreita colaboração com Suzanne Collins nas opções para adaptar a prequela à trilogia original, The Ballad of Songbirds and Snakes, lançada em 19 de maio de 2020.
Em abril de 2020, uma adaptação cinematográfica foi anunciada oficialmente em desenvolvimento. Francis Lawrence retornará como diretor, com um roteiro escrito por Michael Arndt, a partir de uma adaptação da história de Suzanne Collins. Nina Jacobson retornará como produtora, ao lado de Brad Simpson. O projeto será desenvolvido pela Color Force e distribuído pela Lionsgate. Em agosto de 2021, Drake afirmou que o filme deveria iniciar a produção durante o primeiro semestre de 2022 para uma data de lançamento projetada no final de 2023 ou início de 2024, e estaria em pré-produção. Em abril de 2022, foi revelado que o filme seria lançado em 17 de novembro de 2023.
A história do filme se passa 64 anos antes do original, com o jovem Coriolanus Snow sendo um dos estudantes da Academia da Capital designados pela organização dos 10º Jogos Vorazes a serem mentores dos tributos. No caso dele, Lucy Gray Baird do Distrito 12, uma cantora com espírito rebelde.

### The Hunger Games: Sunrise on the Reaping (2026)
Quando foi revelado que Suzanne Collins estava escrevendo um novo livro prequela, Sunrise on the Reaping, contando a história dos 50º Jogos Vorazes vencidos por Haymitch Abernathy, também foi anunciada uma adaptação cinematográfica, a ser lançada em 20 de novembro de 2026.
| Filme                                  | Data de lançamento     | Diretor(es)      | Roteirista(s)                          | Produtor(es)                           |                                               |
| -------------------------------------- | ---------------------- | ---------------- | -------------------------------------- | -------------------------------------- | --------------------------------------------- |
| Jogos Vorazes                          | 23 de março de 2012    | Gary Ross        | Gary Ross, Billy Ray e Suzanne Collins | Gary Ross, Billy Ray e Suzanne Collins | Jon Kilik e Nina Jacobson                     |
| Em Chamas                              | 22 de novembro de 2013 | Francis Lawrence | Simon Beaufoy e Michael deBruyn        | Simon Beaufoy e Michael deBruyn        | Jon Kilik e Nina Jacobson                     |
| A Esperança - Parte 1                  | 21 de novembro de 2014 | Francis Lawrence | Peter Craig e Danny Strong             | Suzanne Collins                        | Jon Kilik e Nina Jacobson                     |
| A Esperança - Parte 2                  | 20 de novembro de 2015 | Francis Lawrence | Peter Craig e Danny Strong             | Suzanne Collins                        | Jon Kilik e Nina Jacobson                     |
| A Cantiga dos Pássaros e das Serpentes | 17 de novembro de 2023 | Francis Lawrence | Michael Arndt                          | Michael Arndt                          | Brad Simpson, Nina Jacobson, Francis Lawrence |
| Sunrise on the Reaping                 | 20 de novembro de 2026 | Francis Lawrence | Billy Ray                              | Billy Ray                              | Brad Simpson, Nina Jacobson, Francis Lawrence |

## Elenco e Personagens
| Personagem                 | Filme             | Filme                  | Filme                  | Filme                  | Filme                                  | Filme                 |
| Personagem                 | Jogos Vorazes     | Em Chamas              | A Esperança - Parte 1  | A Esperança - Parte 2  | A Cantiga dos Pássaros e das Serpentes | Amanhecer na Colheita |
| -------------------------- | ----------------- | ---------------------- | ---------------------- | ---------------------- | -------------------------------------- | --------------------- |
| Katniss Everdeen           | Jennifer Lawrence | Jennifer Lawrence      | Jennifer Lawrence      | Jennifer Lawrence      |                                        | ASA                   |
| Peeta Mellark              | Josh Hutcherson   | Josh Hutcherson        | Josh Hutcherson        | Josh Hutcherson        |                                        | ASA                   |
| Gale Hawthorne             | Liam Hemsworth    | Liam Hemsworth         | Liam Hemsworth         | Liam Hemsworth         |                                        |                       |
| Haymitch Abernathy         | Woody Harrelson   | Woody Harrelson        | Woody Harrelson        | Woody Harrelson        |                                        | Joseph Zada           |
| Effie Trinket              | Elizabeth Banks   | Elizabeth Banks        | Elizabeth Banks        | Elizabeth Banks        |                                        | Elle Fanning          |
| Presidente Coriolanus Snow | Donald Sutherland | Donald Sutherland      | Donald Sutherland      | Donald Sutherland      | Tom Blyth                              | Ralph Fiennes         |
| Caesar Flickerman          | Stanley Tucci     | Stanley Tucci          | Stanley Tucci          | Stanley Tucci          |                                        | Kieran Culkin         |
| Primrose Everdeen          | Willow Shields    | Willow Shields         | Willow Shields         | Willow Shields         |                                        |                       |
| Asterid Everdeen           | Paula Malcomson   | Paula Malcomson        | Paula Malcomson        | Paula Malcomson        |                                        | Grace Ackary          |
| Cinna                      | Lenny Kravitz     | Lenny Kravitz          |                        |                        |                                        |                       |
| Plutarch Heavensbee        |                   | Philip Seymour Hoffman | Philip Seymour Hoffman | Philip Seymour Hoffman |                                        | Jesse Plemons         |
| Beetee Latier              |                   | Jeffrey Wright         | Jeffrey Wright         | Jeffrey Wright         |                                        | Kelvin Harrison, Jr.  |
| Finnick Odair              |                   | Sam Claflin            | Sam Claflin            | Sam Claflin            |                                        |                       |
| Johanna Mason              |                   | Jena Malone            | Jena Malone            | Jena Malone            |                                        |                       |
| Annie Cresta               |                   | Stef Dawson            | Stef Dawson            | Stef Dawson            |                                        |                       |
| Presidente Alma Coin       |                   |                        | Julianne Moore         | Julianne Moore         |                                        |                       |
| Boggs                      |                   |                        | Mahershala Ali         | Mahershala Ali         |                                        |                       |
| Cressida                   |                   |                        | Natalie Dormer         | Natalie Dormer         |                                        |                       |
| Messalla                   |                   |                        | Evan Ross              | Evan Ross              |                                        |                       |
| Castor                     |                   |                        | Wes Chatham            | Wes Chatham            |                                        |                       |
| Pollux                     |                   |                        | Elden Henson           | Elden Henson           |                                        |                       |
| Comandante Paylor          |                   |                        | Patina Miller          | Patina Miller          |                                        |                       |
| Tigris Snow                |                   |                        |                        | Eugenie Bondurant      | Hunter Schafer                         |                       |
| Mags Flanagan              |                   | Lynn Cohen             |                        |                        |                                        | Lili Taylor           |
| Wiress                     |                   | Amanda Plummer         |                        |                        |                                        | Maya Hawke            |
| Lucy Gray Baird            |                   |                        |                        |                        | Rachel Zegler                          |                       |
| Lucretius Flickerman       |                   |                        |                        |                        | Jason Schwartzman                      |                       |
| Reitor Casca Highbottom    |                   |                        |                        |                        | Peter Dinklage                         |                       |
| Lenore Dove Baird          |                   |                        |                        |                        |                                        | Whitney Peak          |
| Maysilee Donner            |                   |                        |                        |                        |                                        | Mckenna Grace         |
| Wyatt Callow               |                   |                        |                        |                        |                                        | Ben Wang              |
| Drusilla Sickle            |                   |                        |                        |                        |                                        | Glenn Close           |

## Equipe
| Filme                                  | Música              | Cinematografia | Edição                             | Companhia(s) produtora(s) | Distribuição | Duração |
| -------------------------------------- | ------------------- | -------------- | ---------------------------------- | ------------------------- | ------------ | ------- |
| Jogos Vorazes                          | James Newton Howard | Tom Stern      | Juliette Welfling Stephen Mirrione | Lionsgate Color Force     | Lionsgate    | 142 min |
| Em Chamas                              | James Newton Howard | Jo Willems     | Alan Edward Bell                   | Lionsgate Color Force     | Lionsgate    | 146 min |
| A Esperança 1                          | James Newton Howard | Jo Willems     | Mark Yoshikawa Alan Edward Bell    | Lionsgate Color Force     | Lionsgate    | 123 min |
| A Esperança 2                          | James Newton Howard | Jo Willems     | Mark Yoshikawa Alan Edward Bell    | Lionsgate Color Force     | Lionsgate    | 137 min |
| A Cantiga dos Pássaros e das Serpentes | James Newton Howard | Jo Willems     | Mark Yoshikawa                     | Lionsgate Color Force     | Lionsgate    | 157 min |

## Prêmios e indicações

### People's Choice Awards
| Ano  | Categoria               | Indicação                           | Situação |
| ---- | ----------------------- | ----------------------------------- | -------- |
| 2013 | Filme Favorito          | The Hunger Games                    | Venceu   |
| 2013 | Filme de Ação Favorito  | The Hunger Games                    | Venceu   |
| 2013 | Franquia Favorita       | The Hunger Games                    | Venceu   |
| 2013 | Atriz de Filme Favorita | Jennifer Lawrence                   | Venceu   |
| 2013 | Cara do Heroísmo        | Jennifer Lawrence                   | Venceu   |
| 2013 | Quimica Favorita        | Jennifer Lawrence e Josh Hutcherson | Venceu   |
| 2013 | Fãs Favoritos           | Tributos                            | Indicado |

#### MTV Movie Awards
| Ano  | Categoria                      | Indicação                                                | Situação |
| ---- | ------------------------------ | -------------------------------------------------------- | -------- |
| 2012 | Melhor Performance Masculina   | Josh Hutcherson                                          | Venceu   |
| 2012 | Melhor Performance Feminina    | Jennifer Lawrence                                        | Venceu   |
| 2012 | Melhor Transformação no Cinema | Elizabeth Banks                                          | Venceu   |
| 2012 | Melhor Luta                    | Jennifer Lawrence e Josh Hutcherson vs. Alexander Ludwig | Venceu   |
| 2012 | Performance Revelação          | Liam Hemsworth                                           | Indicado |
| 2012 | Melhor Beijo                   | Jennifer Lawrence e Josh Hutcherson                      | Indicado |
| 2012 | Melhor Elenco                  | The Hunger Games                                         | Indicado |
| 2012 | Filme do Ano                   | The Hunger Games                                         | Indicado |

#### Teen Choice Awards
| Ano  | Categoria                         | Indicação                             | Situação |
| ---- | --------------------------------- | ------------------------------------- | -------- |
| 2012 | Melhor Filme de Ficção Cientifica | The Hunger Games                      | Venceu   |
| 2012 | Melhor Ator de Ficção Cientifica  | Josh Hutcherson                       | Venceu   |
| 2012 | Melhor Atriz de Ficção Cientifica | Jennifer Lawrence                     | Venceu   |
| 2012 | Melhor Quimica                    | Jennifer Lawrence e Amandla Stenberg  | Venceu   |
| 2012 | Melhor Beijo                      | Jennifer Lawrence e Josh Hutcherson   | Venceu   |
| 2012 | Melhor Ator Rouba-Cena            | Liam Hemsworth                        | Venceu   |
| 2012 | Melhor Vilão                      | Alexander Ludwig                      | Venceu   |
| 2012 | Melhor Atriz Rouba-Cena           | Elizabeth Banks                       | Indicado |
| 2012 | Homem Mais Quente                 | Liam Hemsworth                        | Indicado |
| 2015 | Melhor Filme de Ficção Científica | The Hunger Games: Mockingjay – Part 1 | Venceu   |

#### Do Something Awards
| Ano  | Categoria                   | Indicação        | Situação |
| ---- | --------------------------- | ---------------- | -------- |
| 2012 | Estrela Masculina de Cinema | Josh Hutcherson  | Venceu   |
| 2012 | Estrela Masculina de Cinema | Liam Hemsworth   | Venceu   |
| 2012 | Melhor Filme                | The Hunger Games | Venceu   |

### Alive Awards
| Ano  | Categoria         | Indicação         | Situação |
| ---- | ----------------- | ----------------- | -------- |
| 2012 | Artista Revelação | Jennifer Lawrence | Venceu   |
| 2012 | Artista Revelação | Liam Hemsworth    | Indicado |
| 2012 | Artista Revelação | Josh Hutcherson   | Indicado |

#### Nickelodeon Kids' Choice Awards
| Ano  | Categoria               | Indicação         | Situação |
| ---- | ----------------------- | ----------------- | -------- |
| 2013 | Filme Favorito          | The Hunger Games  | Venceu   |
| 2013 | Melhor Livro            | The Hunger Games  | Venceu   |
| 2013 | Atriz Favorita de Filme | Jennifer Lawrence | Venceu   |